# ミルキィホームズ (声優ユニット)
ミルキィホームズは、かつて活動していた日本の声優ユニット。『Project MILKY HOLMES』のメディアミックス作品の主題歌などで知られている。本項では姉妹ユニット「ミルキィホームズ フェザーズ」についても記述する。

## 概要

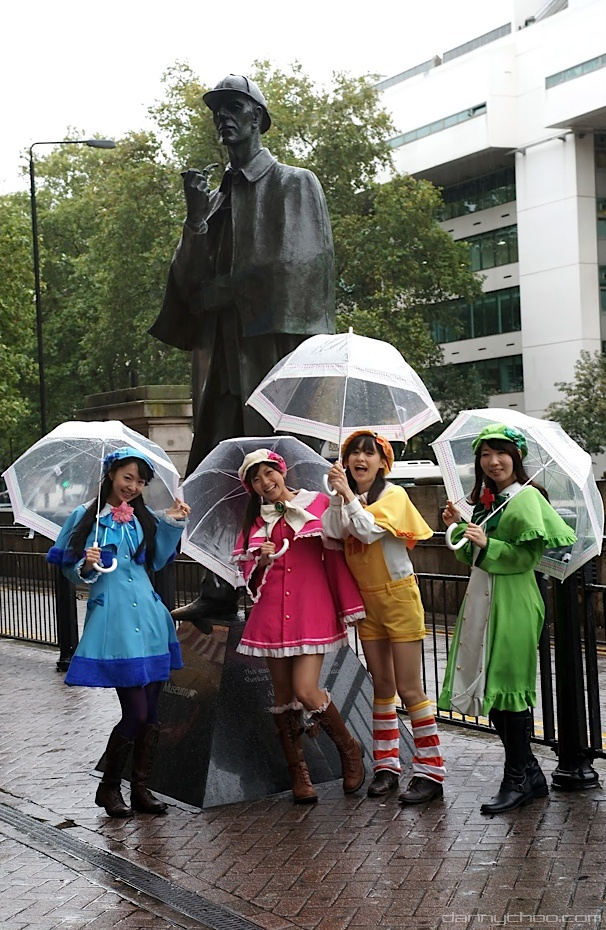
2010年10月14日、シャーロック・ホームズ像の前にて（富岡秀次撮影）

メディアミックス作品である『探偵オペラ ミルキィホームズ』において、主要な登場人物を担当する声優により結成された女性声優ユニットである。シャーロック・シェリンフォード役の三森すずこ、譲崎ネロ役の徳井青空、エルキュール・バートン役の佐々木未来、コーデリア・グラウカ役の橘田いずみの4名からなり、2010年に結成された。
2013年にはアニメシリーズの5作目となる『ふたりはミルキィホームズ』の主演を務める常盤カズミ役の愛美と明神川アリス役の伊藤彩沙により姉妹ユニット「ミルキィホームズ フェザーズ」（以下フェザーズ）が結成された。加入という形は取っていないがミルキィホームズとフェザーズの6人で活動する機会も多く、その際には「ミルキィホームズ シスターズ」（以下シスターズ）と名乗る。
CDのレーベルは2012年まではランティス、2013年からはブシロードミュージック（旧響ミュージック。販売はポニーキャニオン）となっている。ミルキィホームズ、フェザーズの6名はいずれも響に所属していた。ただし、徳井青空は、解散時点では響に所属しておらず、解散を控えた2018年4月1日付で離れている。同一事務所に所属するメンバーからなる声優ユニットでありながら由来するアニメを持つという点、メディアミックスプロジェクトの企画と声優の所属事務所および所属レーベルがグループ企業であるという点で特徴的な声優ユニットだった。
結成から10年を迎える2019年1月28日の武道館でのファイナルライブを以て解散。

## 来歴

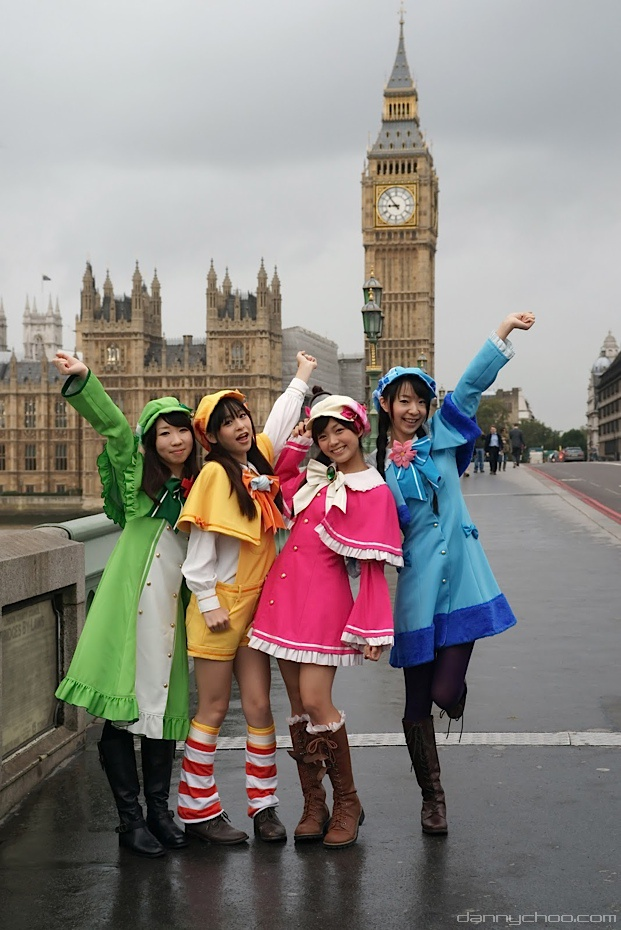
2010年10月14日、ウェストミンスター宮殿のビッグ・ベンの前にて（富岡秀次撮影）

2009年10月16日、ブシロードの企画したライブ、「サタデーナイトライブ金曜だけど！2」にてPSP用ゲームソフト「探偵オペラ　ミルキィホームズ」のプロジェクトの発表がなされた。メインキャラクターであるシャーロック・シェリンフォード、譲崎ネロ、コーデリア・グラウカを演じる声優としてそれぞれ三森、徳井、橘田が紹介され、エルキュール・バートンを演じる声優は「エリーを探せ！」と題したオーディションで選考する旨が発表された。この時点で橘田は2008年から声優としての活動を開始したばかりの新人であり、三森、徳井に至っては本作を以て本格的な声優活動をはじめている。
声優ユニットの正式な結成日は「ブシロードカードゲームLIVE2010」にて公開オーディションの行われた2010年2月6日となるが、それに先んじて2009年12月より三森、徳井、橘田の三人によるラジオ「ミルキィホームズ 探偵学院放送室」の配信が始まっている。
エルキュール・バートン役の公開オーディションの最終審査は全国7地区の決勝大会を勝ち上がった8名によって争われ、仙台地区予選を勝ち上がった佐々木未来が選出された。このときの最終審査には、後にフェザーズの一員となる寺川愛美（現：愛美）が大阪地区代表として参加しており、このオーディションが彼女のデビューのきっかけとなっている。さらにはこの3年後にフェザーズに加入することになる伊藤彩沙も愛美とともに大阪地区予選に参加していたことが後に明かされる。
2010年6月23日には「雨上がりのミライ」にて歌手デビュー、以降は精力的に音楽活動を行っており「電波研究社」、「カードファイト!! ヴァンガード」、「ランク王国」などプロジェクトから離れたところでもテーマソングを担当している。ライブ活動にも積極的で、2011年には2回のツアー、2012年には日本武道館にて単独ライブを行った。プロデューサーの中村伸行はこの武道館ライブがターニングポイントのひとつになったと振り返っている。
2013年1月24日には「株式会社ドリームズ・カム・トゥルー/株式会社ブシロード合同発表会」にてミルキィホームズの新作アニメ化企画の発表、黒と白をモチーフとした新キャラクター、カズミ役として寺川愛美の紹介、そしてアリス役選出のためのオーディション、「ミルキィホームズ シスターズ メンバースカウトオーディション」の開催が発表された。
2013年4月27日、「大ヴァンガ祭2013」にてオーディションの決勝大会が実施され、アリス役として伊藤彩沙が選出される。フェザーズというユニット名もこの場で初めて発表された。
2016年12月27日、2017年1月から放送のテレビアニメ『AKIBA'S TRIP -THE ANIMATION-』のEDコンピレーションプロジェクトに参加することが発表され、メンバーらもアニメ本編にゲスト出演した。2017年3月22日に新曲「Fighting☆Dramatic」（テレビアニメ『AKIBA'S TRIP -THE ANIMATION-』第8話エンディング・テーマ）が収録されたコンピレーション・アルバム『AKIBA'S COLLECTION』がリリース。5月には同アルバムの発売記念ライブイベント『AKIBA'S FESTIVAL』に、i☆Ris、イヤホンズ、A応P、every♥ing!、串田アキラ、みみめめMIMI、桃井はるこらと共に出演。

## 解散とその後
2018年2月3日、｢ミルキィホームズ Road to Final｣の企画をスタートし、2019年に解散することを発表。
2018年6月9日、ファイナルライブは2019年1月28日、日本武道館にて開催することを発表、更に別途ライブ、ファイナルシングル・ベストアルバム・Blu-rayBOXの発売、新作アニメを含む2018年大晦日特番の発表もなされた。
2019年1月28日、日本武道館にてラストライブ「ミルキィホームズ ファイナルライブ Q.E.D.」を開催。フェザーズとともに全ての活動を終了し解散。2010年の結成から9年の活動に幕を降ろした。オフィシャルファンクラブ「ホームズ探偵学院」は、第7期（2019年7月）をもって閉鎖した。
2020年6月23日、CDデビュー10周年記念として、ミルキィホームズ4人によるLINE LIVE生配信を行う。
2022年11月13日、ベルーナドームにてブシロード15周年記念ライブの1ユニットとして、ミルキィホームズ4人によるライブが行われた。

## メンバー
| ユニット       | ユニット                     | ミルキィホームズ シスターズ | ミルキィホームズ シスターズ    | ミルキィホームズ シスターズ | ミルキィホームズ シスターズ | ミルキィホームズ シスターズ | ミルキィホームズ シスターズ |
| ユニット       | ユニット                     | ミルキィホームズ            | ミルキィホームズ               | ミルキィホームズ            | ミルキィホームズ            | ミルキィホームズ フェザーズ | ミルキィホームズ フェザーズ |
| メンバー       | メンバー                     | 橘田いずみ                  | 三森すずこ                     | 徳井青空                    | 佐々木未来                  | 愛美                        | 伊藤彩沙                    |
| -------------- | ---------------------------- | --------------------------- | ------------------------------ | --------------------------- | --------------------------- | --------------------------- | --------------------------- |
| 役名           | 役名                         | コーデリア・グラウカ        | シャーロック・シェリンフォード | 譲崎ネロ                    | エルキュール・バートン      | 常盤カズミ                  | 明神川アリス                |
| イメージカラー | イメージカラー               | 青                          | ピンク                         | 黄色                        | 緑                          | 黒                          | 白                          |
| 血液型         | 血液型                       | O                           | AB                             | O                           | AB                          | A                           | B                           |
| チーム分け     | みもとくチーム、どや顔チーム |                             | ○                              | ○                           |                             |                             |                             |
| チーム分け     | ささきったチーム             | ○                           |                                |                             | ○                           |                             |                             |
| 生年月日       | 生年月日                     | 昭和59年（1984年）11月27日  | 昭和61年（1986年）6月28日      | 平成元年（1989年）12月26日  | 平成3年（1991年）3月30日    | 平成3年（1991年）12月25日   | 平成8年（1996年）8月17日    |
| 生年月日       | 生年月日                     | チームA                     | チームA                        | チームA                     | チームY                     | チームY                     | チームY                     |

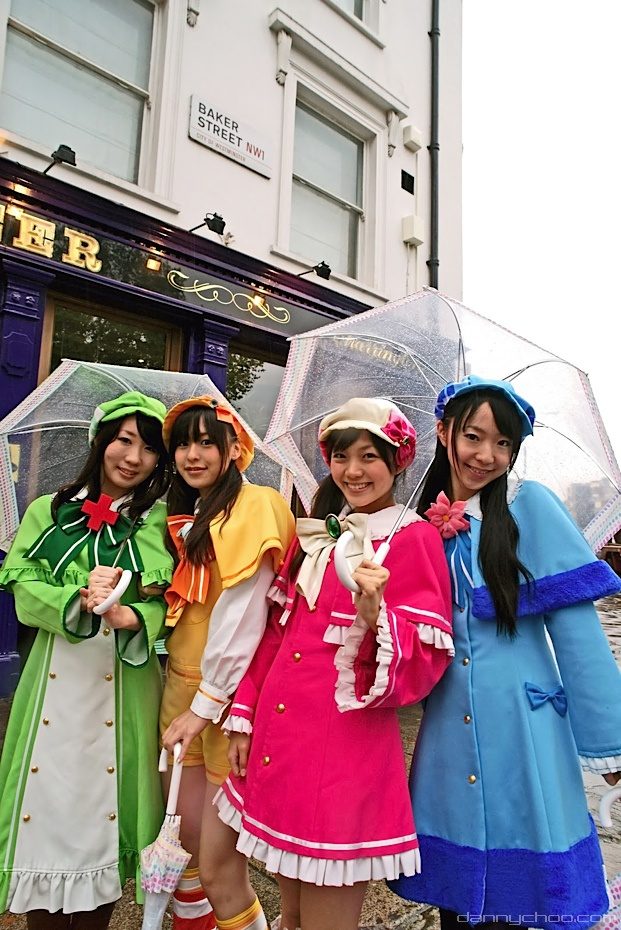
「探偵服」を着用したメンバーの例。メンバーはイメージカラーに沿った衣装を着用することが多い（2010年10月14日、ロンドンのベーカー街にて。富岡秀次撮影）

- アニメの設定にちなみ各メンバーがイメージカラーを持っており、色で各人を紹介することがある。
- 番組の企画などでチームに分かれて活動する際には組み合わせによってチーム名を使い分ける。生年にちなんだ「昭和組（三森、橘田チーム）」、「平成組（徳井、佐々木チーム）」などが例として挙げられる。シスターズとしてのチーム名は2014年12月現在「チームA」と「チームY」しか確認されていない[注 10]。
- 2011年のミルキィホームズの特別授業では各人を端的に表した二つ名を併せて紹介された[注 11]。2014年のミルキィホームズファーストライブ（にかいめ！）の告知VTRでは特別授業の頃とは別の二つ名でミルキィホームズの4人が紹介された[注 12]。
- 愛美のシスターズ参加は2013年となるが2010年から響に所属しており、フェザーズとしての活動以前からメンバーとはアフレコ、イベントやテレビ番組、ミルキィホームズとは別の声優ユニットなどで共演する機会をもっていた。ソロで歌手デビューを果たしていたこともありミルキィホームズのライブでは度々オープニングアクトも務めている[20][21][22]。

## エピソード
- もともとゲーム『探偵オペラ ミルキィホームズ』の主題歌を担当する声優ユニットであるが、主題歌の制作よりもかなり前倒しでユニットが結成された。そのため、最初の持ち歌は『探偵オペラ ミルキィホームズ』の主題歌ではなく、『熱風海陸ブシロード』に因んだ楽曲『熱風海陸ブシロード〜熱き咆哮〜 (Euro version)』である。『熱風海陸ブシロード』は『探偵オペラ ミルキィホームズ』と直接的な関係は全くないものの、その主題歌『熱風海陸ブシロード〜熱き咆哮〜』はブシロードの社歌に採用されていることから、そのユーロビートバージョンを持ち歌としたものである。各ライブやイベントなどで披露することが多い。長らくシングルカットはなされていなかったが、アルバム『Colourful Garden』に収録された。
- 2010年12月の格闘技イベント「Dynamite!! 〜勇気のチカラ2010〜」では、長島☆自演乙☆雄一郎とともに入場しダンスを披露し[23]、さらに試合後の長島の記者会見にも同席した[24]。以来、『探偵オペラ ミルキィホームズ』の打ち上げや長島の壮行会など私的な会合も含め、ことあるごとに共演している。2011年3月、長島がプロレスへの参戦を表明した際にも、ミルキィホームズのメンバーが記者会見に同席し[25]、長島のプロレスデビュー戦となったブシロードレスリングではミルキィホームズとしてライブ後、試合を観戦した。
- 「ブシロードカードゲームライブ2011」でのライブパフォーマンスがフジテレビジョンの製作スタッフの目に留まり、『ふじびじ』への出演や「デンターシステマ」のCMへの出演に繋がった[26]。
- 2011年7月からテレビ愛知などで放送されていた『声優バラエティー SAY!YOU!SAY!ME!』にほぼ毎週出演し、「ミソキィホームズ 東京なごや化計画」などのコーナーをメインで担当していた。
- ファイナルライブ終了翌月に発売された、三森個人のアーティスト活動によるミニアルバム『holiday mode』に収録された「Precious days」は、三森がミルキィホームズ全体（メンバー・ミルキアン(ファン)・スタッフ）への思いを込めて作詞し[27]、徳井・橘田・佐々木がコーラスで参加した[28]ミルキィホームズとしても特別な楽曲である。
- 2020年4月10日より「チームY」によるYouTubeチャンネル「声優三姉妹【チームY】」が開設された。ミルキィホームズに特化した内容ではないが、チーム名は継承しており、同チャンネル初回の動画でも本ユニットが由来であることを明言している。

## ディスコグラフィ

### シングル
| 枚   | 発売日         | タイトル                                       | 規格品番   | 規格品番   | 規格品番         | 最高位                       | 備考 |
| 枚   | 発売日         | タイトル                                       | FC限定盤   | 初回限定盤 | 通常盤           | 最高位                       | 備考 |
| ---- | -------------- | ---------------------------------------------- | ---------- | ---------- | ---------------- | ---------------------------- | ---- |
| 1st  | 2010年6月23日  | 雨上がりのミライ                               |            |            | LACM-4724        | 100位                        |      |
| 2nd  | 2010年10月27日 | 正解はひとつ!じゃない!!                        | LACM-4754  | 46位       |                  |                              |      |
| ※    | 2011年         | ふたりはトモダチ／ミルキィウェイであいましょう | LZM-2047   |            | ライブ会場限定   |                              |      |
| 3rd  | 2012年1月25日  | ナゾ! ナゾ? Happiness!!                        | LACM-4895  | 18位       |                  |                              |      |
| 4th  | 2012年2月22日  | 泣き虫TREASURES                                | LACM-4909  | 62位       |                  |                              |      |
| 5th  | 2012年8月29日  | プロローグは明日色/バイバイエール!             | LACM-4985  | 50位       |                  |                              |      |
| 6th  | 2012年10月24日 | キミのなかのワタシ                             | LACM-14014 | 70位       |                  |                              |      |
| 7th  | 2013年5月24日  | ユメユメエキスプレス                           | PCCG-90101 | 72位       |                  |                              |      |
| 8th  | 2013年9月4日   | ぐろーりーぐろーいん☆DAYS                      | HKMM-0002  | PCCG-90104 | PCCG-90105       | 23位                         |      |
| 9th  | 2014年4月30日  | 冒険☆ミルキィロード!!                          |            | PCCG-90123 | PCCG-90124       | 27位                         |      |
| 10th | 2014年11月26日 | オーバードライブ!                              | PCCG-90134 | PCCG-90135 | 32位             |                              |      |
| 11th | 2015年2月18日  | ミルキィ A GO GO                               | BRMM-10009 | PCCG-90136 | PCCG-90137       | 20位                         |      |
| 12th | 2015年9月9日   | ミルキィ100ワールド                            | BRMM-10023 | PCCG-90145 | PCCG-90146       | 28位                         |      |
| 13th | 2016年2月17日  | 激情!ミルキィ大作戦                            |            |            | PCCG-90147       | 35位                         |      |
| ※    | 2016年12月24日 | ファンファンパーリーナイト♪                    |            |            | デジタル配信限定 |                              |      |
| 14th | 2017年6月7日   | Pleasure Stride                                | PCCG-90154 | PCCG-90155 | 19位             |                              |      |
| 15th | 2018年1月17日  | Reflection                                     | PCCG-90166 | PCCG-90167 | 25位             | 2017年11月29日に先行配信開始 |      |
| 16th | 2018年10月17日 | 毎日くらいまっくす☆／そして、群青にとけていく  | PCCG-90173 | PCCG-90174 | 12位             | ラストシングル               |      |

### アルバム

#### オリジナルアルバム

##### フルアルバム
| 枚  | 発売日         | タイトル   | 規格品番   | 規格品番   | 規格品番   | 最高位 |
| 枚  | 発売日         | タイトル   | FC限定盤   | 初回限定盤 | 通常盤     | 最高位 |
| --- | -------------- | ---------- | ---------- | ---------- | ---------- | ------ |
| 1st | 2013年12月18日 | Dreamin'   |            | PCCG-90109 | PCCG-90110 | 51位   |
| 2nd | 2016年4月20日  | 総天然色   | BRMM-10043 | PCCG-90150 | PCCG-90151 | 15位   |
| 3rd | 2017年4月19日  | 横濱行進曲 | BRMM-10067 | PCCG-90152 | PCCG-90153 | 15位   |

##### ミニアルバム
| 枚  | 発売日        | タイトル         | 規格品番   | 最高位 |
| --- | ------------- | ---------------- | ---------- | ------ |
| 1st | 2011年4月6日  | Colourful Garden | LACA-15110 | 55位   |
| 2nd | 2011年8月24日 | To-gather!!!!    | LACA-15139 | 76位   |

#### ベストアルバム
| 発売日        | タイトル               | 規格品番    | 最高位 |
| ------------- | ---------------------- | ----------- | ------ |
| 2013年3月13日 | ミルキィパーティー!!!! | LACA-9268/9 | 70位   |
| 2019年1月16日 | ミルキィパレード!!!!   | PCCG-90175  | 31位   |

#### コンピレーションアルバム
| 発売日         | タイトル              | 規格品番   | 最高位 |
| -------------- | --------------------- | ---------- | ------ |
| 2010年12月22日 | 〜ミルキィ show time♪ | LACA-15083 | 117位  |
| 2012年5月9日   | BLOOOOM!!!!           | LACA-15197 | 60位   |
| 2015年4月15日  | Treasure Disc         | PCCG-90140 | 32位   |
| 2017年3月22日  | AKIBA'S COLLECTION    | KICA-3267  | 37位   |

### 映像作品

#### ライブ映像作品
|      | 発売日         | タイトル                                                    | 規格品番    | 規格品番    |
| BD   | 発売日         | タイトル                                                    | DVD         |             |
| ---- | -------------- | ----------------------------------------------------------- | ----------- | ----------- |
| 1st  | 2011年9月21日  | Milky Holmes Live Tour 2011 “Secret Garden” LIVE DVD        |             | LABM-7082/3 |
| 2nd  | 2012年4月25日  | Milky Holmes Live Tour 2011 Autumn “To-gather!!!!” LIVE DVD | LABM-7093/4 |             |
| 3rd  | 2012年12月5日  | ミルキィホームズ ライブ in 武道館                           | LABX-8023/4 | LABM-7105/6 |
| 4th  | 2013年11月6日  | Milky Holmes Live Tour 2013 〜おいでスペクタクル!〜         | PCXX-50051  | PCBX-51516  |
| 5th  | 2014年9月17日  | ミルキィホームズライブ 冒険☆ミルキィロード!!                | BRMM-10002  | BRMM-10003  |
| 6th  | 2015年9月9日   | ライブ 探偵歌劇 ミルキィホームズ TD『とろとろどんどん』     | BRMM-10016  | BRMM-10017  |
| 7th  | 2016年7月20日  | ライブ ミルキィホームズ 秋の大運動会                        | BRMM-10047  |             |
| 8th  | 2016年11月30日 | ライブ ミルキィホームズ 総天然色祭                          | BRMM-10053  |             |
| *    | 2016年11月30日 | Full Color Complete BOX                                     | BRMM-10054  |             |
| 9th  | 2018年11月15日 | ミルキィホームズ Blu-ray BOX 2016-2017                      | BRMM-10147  |             |
| 10th | 2019年7月10日  | ミルキィホームズファイナルライブ Q. E. D.                   | BRMM-10202  |             |

#### テレビ作品
| 発売日         | タイトル                          | 規格品番 |
| -------------- | --------------------------------- | -------- |
| 2012年3月31日  | ミルキィホームズの特別授業 1学期  | TENM-010 |
| 2012年6月13日  | ミソキィホームズ 東京なごや化計画 | SY-102   |
| 2013年1月30日  | ミルキィホームズの特別授業 2学期  | TENM-016 |
| 2013年3月29日  | ミルキィホームズの特別授業 3学期  | TENM-026 |
| 2013年7月31日  | ミルキィホームズの特別授業 4学期  | TENM-034 |
| 2013年10月23日 | ミルキィホームズの特別授業 5学期  | TENM-042 |

### 参加作品
- VAOL「tetote」（2012年7月25日）
- ハジマレ, THE GATE!!（2015年5月13日） - Animelo Summer Live 2015 -THE GATE-のテーマソング。

### タイアップ
| 楽曲                                                  | タイアップ                                                                                                 | 時期   |
| ----------------------------------------------------- | --- | ------ |
| 雨上がりのミライ                                      | PSPゲーム『探偵オペラ ミルキィホームズ』オープニングテーマ                                                 | 2010年 |
| 聞こえなくてもありがとう                              | PSPゲーム『探偵オペラ ミルキィホームズ』エンディングテーマ                                                 | 2010年 |
| 正解はひとつ!じゃない!!                               | テレビアニメ『探偵オペラ ミルキィホームズ』オープニングテーマ                                              | 2010年 |
| 恋の調査報告書                                        | ニコニコ生放送『電波研究社』2011年3月度エンディングテーマ                                                  | 2011年 |
| パーティーパーティー!                                 | テレビアニメ『探偵オペラ ミルキィホームズ サマー・スペシャル』エンディングテーマ                           | 2011年 |
| ナゾ! ナゾ? Happiness!!                               | テレビアニメ『探偵オペラ ミルキィホームズ 第2幕』オープニングテーマ                                        | 2011年 |
| はいぱーみるきぃあわー                                | Webラジオ『ミルキィホームズ 探偵学院放送室4』テーマソング                                                  | 2011年 |
| 泣き虫TREASURES                                       | テレビアニメ『カードファイト!! ヴァンガード』エンディングテーマ                                            | 2011年 |
| ナマコソング                                          | テレビアニメ『探偵オペラ ミルキィホームズ 第2幕』挿入歌                                                    | 2011年 |
| プロローグは明日色                                    | PSPゲーム『探偵オペラ ミルキィホームズ 2』オープニングテーマ                                               | 2011年 |
| バイバイエール!                                       | PSPゲーム『探偵オペラ ミルキィホームズ 2』エンディングテーマ                                               | 2011年 |
| Day by Day 〜キミと一緒に                             | TBS『ランク王国』2012年4・5月度オープニングテーマ                                                          | 2012年 |
| 雨上がりのミライ (Alternative Mix)                    | テレビアニメ『探偵オペラ ミルキィホームズ Alternative ONE & TWO』オープニングテーマ                        | 2012年 |
| キミのなかのワタシ                                    | テレビアニメ『探偵オペラ ミルキィホームズ Alternative ONE & TWO』エンディングテーマ                        | 2012年 |
| ユメユメエキスプレス                                  | テレビアニメ『カードファイト!! ヴァンガード リンクジョーカー編』エンディングテーマ                         | 2013年 |
| ぐろーりーぐろーいん☆DAYS                             | テレビアニメ『ふたりはミルキィホームズ』オープニングテーマ                                                 | 2013年 |
| オーバードライブ!                                     | スマートフォンゲーム『トイズドライブ』テーマソング                                                         | 2014年 |
| ミルミルUP↑                                           | テレビ番組『みるみるミルキィ』主題歌                                                                       | 2014年 |
| ミルキィ A GO GO                                      | テレビアニメ『探偵歌劇 ミルキィホームズ TD』オープニングテーマ                                             | 2015年 |
| PIECE&PEACE                                           | テレビアニメ『探偵歌劇 ミルキィホームズ TD』挿入歌                                                         | 2015年 |
| ミルキィ100ワールド                                   | テレビアニメ『フューチャーカード バディファイト100』エンディングテーマ                                     | 2015年 |
| 激情!ミルキィ大作戦                                   | アニメ映画『劇場版 探偵オペラ ミルキィホームズ〜逆襲のミルキィホームズ〜』主題歌                           | 2016年 |
| 鼓動の彼方                                            | アニメ映画『劇場版 探偵オペラ ミルキィホームズ〜逆襲のミルキィホームズ〜』挿入歌                           | 2016年 |
| ファンファンパーリーナイト♪                           | テレビアニメ『探偵オペラ ミルキィホームズ ファンファンパーリーナイト♪ ～ケンとジャネットの贈り物～』主題歌 | 2016年 |
| Fighting☆Dramatic                                     | テレビアニメ『AKIBA'S TRIP -THE ANIMATION-』第8話エンディングテーマ                                        | 2017年 |
| Reflection                                            | テレビアニメ『探偵オペラ ミルキィホームズ アルセーヌ 華麗なる欲望』主題歌                                  | 2017年 |
| 毎日くらいまっくす☆                                   | テレビアニメ『カードファイト!! ヴァンガード（2018年版）』エンディングテーマ                                | 2018年 |
| そして、群青にとけていく                              | テレビアニメ『探偵オペラ ミルキィホームズ サイコの挨拶』主題歌                                             | 2018年 |
| ミルキィホームズがやって来る、イエィ! イエィ! イエィ! | テレビアニメ『探偵オペラ ミルキィホームズ サイコの挨拶』挿入歌                                             | 2018年 |
| ミルキィホームズ フェザーズ                           | |        |
| セイシュンビギナー!                                   | テレビアニメ『ふたりはミルキィホームズ』エンディングテーマ                                                 | 2013年 |

## 出演

### テレビ

#### 冠番組
- ミルキィホームズ課外授業（2010年『超!アニメ天国』内、KBS京都・tvk）
- ミルキィホームズの特別授業（2011年〜2012年、つくばテレビ）
- みるみるミルキィ（2014年〜2017年、TOKYO MX・サンテレビ・テレビ愛知・BS11）

#### レギュラー番組
- 声優バラエティー SAY!YOU!SAY!ME!（2011年、テレビ愛知）
- TOKYO「萌」探偵（2011年〜2013年、TOKYO MX） - 徳井と橘田のみ出演[注 14]。
- ブシロードTCG情報局（2012年4月〜2013年3月、TOKYO MX、BS11） - 三森、徳井はメインMC、佐々木はブシロード女性社員2名とたみやすともえ、寺川愛美と共にインフォメーション・ユニット『TCG4+1』として出演。また、ミルキィホームズ関連の特集の際には全員出演することもある。

#### ドラマ
- STAND UP!ヴァンガード（2012年、テレビ東京）- ヴァンガード大会の参加チーム役[注 15]
- ファイヤーレオン（2013年、TOKYO MX）- 本人役（第23話）[注 16]

### CM
- CD「雨上がりのミライ」（2010年、ランティス）
- CD「正解はひとつ!じゃない!!」（2010年、ランティス）
- デンターシステマ（2011年、ライオン）- 昭和組のみ出演。
- カードファイト!! ヴァンガード（2011年、ブシロード）

### インターネットテレビ
- ミルキィホームズ 探偵! ナイトスクール（2010年、ニコニコ生放送）
- 電波研究社（2011年、ニコニコ生放送） - 平成組のみ出演回あり。

### ラジオ
- ミルキィホームズ 探偵学院放送室2（2010年 - 2011年、大阪放送）

### インターネットラジオ
- ミルキィホームズ 探偵学院放送室（2009年 - 2010年、響 -HiBiKi Radio Station-） - 昭和組のみ出演回、平成組のみ出演回あり。
- ミルキィホームズ 探偵学院放送室3（2011年、響 -HiBiKi Radio Station-）
- ミルキィホームズ 探偵学院放送室4（2012年、響 -HiBiKi Radio Station-）
- ラジオミルキィホームズ〜姫ちゃん&ゆかいな仲間たち〜2012年、響 -HiBiKi Radio Station-）
- ミルキィホームズ 探偵学院放送室ターボ（2013年、響 -HiBiKi Radio Station-）
- ラジオ ふたりはミルキィホームズ（2013年、響 -HiBiKi Radio Station-)
- ミルキィホームズ・アワー（2014年、響 -HiBiKi Radio Station-)
- あいみ あやさのミルキィホームズフェザーズタイム（2014年、響 -HiBiKi Radio Station-)
- ミルラジ（2015年 - 2017年、響 -HiBiKi Radio Station-）[32]

### イベント

#### ライブ
- ミルキィホームズ ファーストライブ（2010年7月17日・ディファ有明）
- Milky Holmes Live Tour 2011 "Secret Garden"（2011年5月4日・名古屋CLUB QUATTRO、5月15日・STUDIO PARTITA、5月21日・福岡DRUM Be-1、5月28日・横浜BLITZ）
- Milky Holmes Live Tour 2011 Autumn "To-gather!!!!"（2011年9月10日・渋谷DUO music exchange、9月24日・なんばHatch、10月8日・名古屋ボトムライン、10月15日・仙台CLUB JUNK BOX、10月22日・神奈川県民ホール）
- ミルキィホームズ ライブin武道館（2012年5月20日・日本武道館）
- 京都国際マンガ・アニメフェア2012 ミルキィホームズ 平安神宮奉納ライブ（2012年9月22日・平安神宮特設会場）
- お正月だよ！ ミルキィホームズライブ2013（2013年1月2日・TOKYO DOME CITY HALL）
- Milky Holmes Live Tour 2013 〜おいでスペクタクル！〜（2013年6月1日・刈谷市総合文化センター大ホール、6月2日・Zepp Namba、6月29日・東京国際フォーラムホールA）
- お正月だよ!　ミルキィホームズライブ2014 〜Dreamin'〜（2014年1月3日・大宮ソニックシティ大ホール）
- ミルキィホームズファーストライブ（にかいめ！）～Welcome to Second Stage～（2014年9月20日・幕張イベントホール）
- 地方巡業シリーズ「オーバードライブ！」（2014年11月09日仙台公演・2014年11月16日京都公演・2014年11月23日福岡公演）
- 年忘れだよ！ミルキィホームズライブ2014（2014年12月29日,12月30日[33]・TOKYO DOME CITY HALL）
- ライブ　探偵歌劇 ミルキィホームズ TD　『とろとろどんどん』（2015年5月2日・パシフィコ横浜・国立大ホール）
- ライブ ミルキィホームズ 秋の大運動会（2015年9月19日・幕張イベントホール）
- ライブ ミルキィホームズ 総天然色祭（2016年5月14日,5月15日・幕張イベントホール）
- ミルキィホームズ ファンクラブイベント　ゆくミルくるミル 2016→2017（2016年12月31日→2017年1月1日・大宮ソニックシティ大ホール）
- 大ミルキィホームズ 十二月場所（2017年12月9日・両国国技館）
- ミルキィホームズ Road to Final in TOKYO （2018年6月9日・ひの煉瓦ホール）※2部制
- ミルキィホームズ ファイナルライブ Q.E.D（2019年1月28日・日本武道館）

#### 出演
- Animelo Summer Live 2010 -evolution-（2010年8月29日、さいたまスーパーアリーナ）
- 東京ゲームショウ2010（2010年9月18日、幕張メッセ）
- HYPER JAPAN 2010（2010年10月2日）
- 眉山山頂秋フェスタ×マチ★アソビ vol.4（2010年10月10日）
- Anime Festival Asia X（2010年11月13日）
- Dynamite!! 〜勇気のチカラ2010〜（2010年12月31日）
- 秋葉原的萌えクィーンコンテスト決勝大会（2011年1月8日）
- ワンダーフェスティバル 2011［冬］（2011年2月6日）
- ブシロードカードゲームライブ2011（2011年2月27日）
- がんばろう日本「探偵オペラ ミルキィホームズ」ゲーム[注 17]（2011年5月1日）
- ブシロードレスリング（2011年5月5日）
- はまおたナイト Vol.2（2011年6月12日）
- 世界コスプレサミット（2011年8月6日・8月7日）
- Animelo Summer Live|Animelo Summer Live 2011 -rainbow-（2011年8月28日、さいたまスーパーアリーナ）
- キングラン アニソン紅白（2011年12月31日）
- ブシロードカードゲームライブ2012（2012年3月10日）
- アニメ コンテンツ エキスポ2012（2012年3月31日）
- ニコニコ超会議（2012年4月29日）
- Animelo Summer Live 2012 -INFINITY∞-（2012年8月26日、さいたまスーパーアリーナ）
- ブシロードカードゲームライブ2013（2013年3月24日）
- ブシモ・ナイター（2013年7月14日）[34][注 18]
- Animelo Summer Live 2013 -FLAG NINE-（2013年8月23日、さいたまスーパーアリーナ）
- ミルキィホームズ&ブシロード7周年記念ライブin横浜アリーナ（2014年5月24日、横浜アリーナ）
- Animelo Summer Live 2015 -THE GATE-（2015年8月29日、さいたまスーパーアリーナ）
- ナゴヤアニソンフェス2016 in 名古屋城（2016年8月7日）
- ANIMAX MUSIX 2017 OSAKA（2017年1月14日、大阪城ホール）
- AKIBA'S FESTIVAL（2017年5月20日、神奈川県民ホール）
- Animelo Summer Live 2017 -THE CARD-（2017年8月27日、さいたまスーパーアリーナ）[35]
- ANIMAX MUSIX 2017 YOKOHAMA（2017年11月23日、横浜アリーナ）
- がんばろう!九州 BanG Dream!×ミルキィホームズ×けものフレンズ ハウステンボススペシャルライブ2018（2018年2月11日、ハウステンボス）
- Animelo Summer Live 2018 "OK!"（2018年8月26日、さいたまスーパーアリーナ）

### 舞台
- チョコレートガールズ2 〜チョコレートガールズVSアズキガールズ〜（2011年2月12日、前進座劇場）